# Burnin' Up (canción de Jessie J)
«Burnin' Up» es una canción que pertenece a la cantante británica Jessie J en la cual colabora el rapero 2 Chainz, perteneciente su tercer álbum de estudio, Sweet Talker (2014).
La canción obtuvo críticas positivas en las que se destaca el particular estilo de la cantante, y el gran resultado que fue la unión de ambos artistas.

## Recepción comercial
La canción tuvo un éxito comercial moderado, obtuvo varias entradas en diferentes conteos de la revista Billboard (puesto N°86 de la lista Billboard Hot 100 y el N°100 del Canadian Hot 100). También estuvo en el N° 32 del Top 100 UK singles en ITunes.

## Video musical
El 24 de septiembre de 2014, Jessie publicó un teaser del video musical en Instagram. El 3 de octubre de 2014, un video exclusivo detrás de escena fue puesto en libertad. El video, dirigido por Hannah Lux Davis, fue estrenado el 8 de octubre de 2014.

## Posicionamiento en listas
| Listas (2014)                               | Mejor posición |
| ------------------------------------------- | -------------- |
| Australia (ARIA)                            | 63             |
| Australia (Urban) (ARIA)                    | 6              |
| Bélgica (Flandes) (Ultratip Bubbling Under) | 63             |
| Bélgica Urban (Ultratop Flandes)            | 30             |
| Canadá (Canadian Hot 100)                   | 100            |
| Corea del Sur (GAON)                        | 89             |
| Estados Unidos (Billboard Hot 100)          | 45             |
| Estados Unidos (Mainstream Top 40)          | 28             |
| Estados Unidos (Hot Dance Club Songs)       | 33             |
| Estados Unidos (Mainstream Top 40)          | 28             |
| Reino Unido (UK Singles Chart)              | 73             |